# Кендзо Такада
Кендзо Такада (яп. 高田 賢三 Takada Kenzō; 27 лютого 1939, Хімедзі, Префектура Хіого, Японія — 4 жовтня 2020, Нейї-сюр-Сен, Франція) — японсько-французький модельєр та дизайнер, засновник бренду Kenzo.

## Життєпис
Кендзо Такада народився 27 лютого 1939 року в місті Хімедзі у Префектурі Хіого, він був наймолодшим з п'яти дітей в родині власників готелю. 1958 року почав навчатися в престижній школі моди «Бунка» в Токіо. 1965 року переїхав до Парижа, де вже 1970 року презентував свою першу колекцію жіночого одягу, яка викликала велике зацікавлення й одна з моделей якої потрапила на обкладинку журналу «ELLE». Колекції 1971-го та 1972 років лише підтвердили успіх, тоді ж він отримав премію Fashion Editor Club of Japan. Модельєр часто обирав незвичні місця для демонстрації своїх колекцій, як, наприклад, цирк-шапіто, де показ моделей завершився виїздом вершниць-акробаток у прозорих туніках, а сам автор з'явився верхи на слоні.
1983 року Кендзо Такада презентував свою першу колекцію чоловічого одягу. 1984 року Міністерство культури Франції нагородило його Орденом Мистецтв та літератури кавалерського ступеня. 1988 року розпочався випуск жіночої парфумерії під маркою Kenzo.1987 року були запущені перші лінії дитячого одягу та товарів для дому. 1991 року був випущений перший чоловічий аромат «Kenzo Pour Homme».
1993 року бренд Kenzo було придбано найбільшим у світі виробником предметів розкоші — французьким концерном LVMH. 1999 року модельєр офіційно залишив посаду голови модного дому (до 2011 року креативним директором Kenzo був Антоніо Маррас, потім Умберто Леон та Керрол Лін, засновники нью-йоркського бренду Opening Ceremony). Пізніше випускав колекції одягу під марками Yume, Gokan Kobo, Takada, також створив лінію одягу для каталогу «La Cedoute».
2013 року став почесним президентом Азійської федерації моди. 2016 року був нагороджений Орденом Почесного легіону кавалерського ступеня. 2019 року розробив костюми для вистави «Мадам Баттерфляй» Токійського оперного театру «Нікікай».
Кендзо Такада помер 4 жовтня 2020 року в Американському госпіталі в Нейї-сюр-Сен під Парижем у 81-річному віці від ускладнень, викликаних коронавірусним захворюванням COVID-19.

## Особисте життя
Кендзо Такада перебував у стосунках з Ксав'є де Кастелла, який помер 1990 року від ВІЛ/СНІДу.